# Walter Tschudi
Walter Tschudi (* 17. Dezember 1933; † 31. Dezember 2004) war ein Schweizer Leichtathlet.
Er gewann in den 1950er Jahren mehrere Schweizer Meistertitel. 1955 gewann er zudem bei den World Student Games, dem Vorläuferwettbewerb der Universiade, im Fünfkampf. Tschudi war für die Teilnahme an den Olympischen Spielen 1956 vorgesehen, durfte aber nicht teilnehmen, nachdem die Schweizer wegen des Ungarischen Volksaufstands die Teilnahme absagten. An den Leichtathletik-Europameisterschaften 1958 erreichte er im Zehnkampf den fünften Rang. 1957 wurde er zum Schweizer Sportler des Jahres gewählt.
Walter Tschudi verbesserte zweimal den Schweizer Rekord im Zehnkampf: 1957 verbesserte er in Brüssel den Rekord von Fritz Vogelsang um über 300 Punkte auf 7151 Punkte (7103 Punkte nach heute gültiger Punktwertung). 1959 steigerte er diesen Rekord in Duisburg auf 7299 Punkte (7194). 1967 löste ihn Werner Duttweiler als Rekordhalter ab. 1958 stellte er in Turin auch einen Landesrekord mit der Schweizer 4-mal-400-Meter-Staffel auf.
Walter Tschudi war seit 1956 Mitglied des LC Zürich. Nach dem Ende seiner sportlichen Laufbahn war er von 1962 bis 1969 Präsident des LCZ.